# Ernst Schütte (Politiker)
Ernst Schütte (* 11. Juli 1904 in Eickel oder in Wanne; † 24. Oktober 1972 bei Antalya) war ein deutscher Politiker (SPD).

## Leben
Ernst Schütte besuchte die Volksschule und nahm anschließend 1917 eine Stelle im Kohlenbergbau an, wo er bis 1923 arbeitete, als er durch die Ruhrbesetzung arbeitslos wurde. In Abendkursen erwarb er das Abitur, um ab 1930 die Fächer Geschichte, Deutsch, Philosophie und Erdkunde in Leipzig, Heidelberg und Freiburg/Br. zu studieren und mit der Promotion 1936 an der Universität Leipzig abzuschließen. Zu seinen Lehrern gehörten Hermann Heimpel und Theodor Litt. Er ging in den Schuldienst als Studienrat und diente im Zweiten Weltkrieg. Als Studiendirektor lehrte er ab 1946 an der Pädagogischen Akademie Kettwig, wo er 1954 Professor für Geschichte und Soziologie wurde und deren Leitung er bis 1956 übernahm.
Nach dem Weltkrieg trat er in die SPD ein. Ab 1956 war er Ministerialdirigent im nordrhein-westfälischen Kultusministerium und übernahm 1959 das Amt des Hessischen Kultusministers im Kabinett von Georg August Zinn, das er zehn Jahre lang innehatte. 1962 wurde er für die SPD auch in den Hessischen Landtag gewählt, dem er bis 1970 angehörte. In seine Amtszeit fielen eine Reform der Lehrerausbildung und vor allem auch die Abschaffung der überwiegend ein- bis zweiklassigen ländlichen Volksschulen zugunsten zentraler Mittelpunktschulen. Außerdem kam es ab 1959 zu dem Aufbau der sogenannten Hessenkollegs, welche als Einrichtungen des Zweiten Bildungswegs Erwachsenen den nachträglichen Erwerb von Schulabschlüssen ermöglichen. Schütte selbst hat in den 1920er Jahren sein Abitur auf dem Zweiten Bildungsweg nachgeholt. In einer Rede in Münster trat er dagegen bezogen auf den Hochschulbereich für das Ende der „Illusion“ einer Beteiligung von Studenten an der Forschung der Hochschullehrer ein.
Schütte gehörte dem Kuratorium der 1959 gegründeten Deutsch-Israelischen Studiengruppe an der Goethe-Universität Frankfurt an. Er war 1966 bis 1968 Mitglied des documenta-Rates zur 4. documenta im Jahr 1968 in Kassel.
Bei einem Autounfall in der Türkei starb er. Seine letzte Ruhestätte fand er auf dem Nordfriedhof in Wiesbaden.

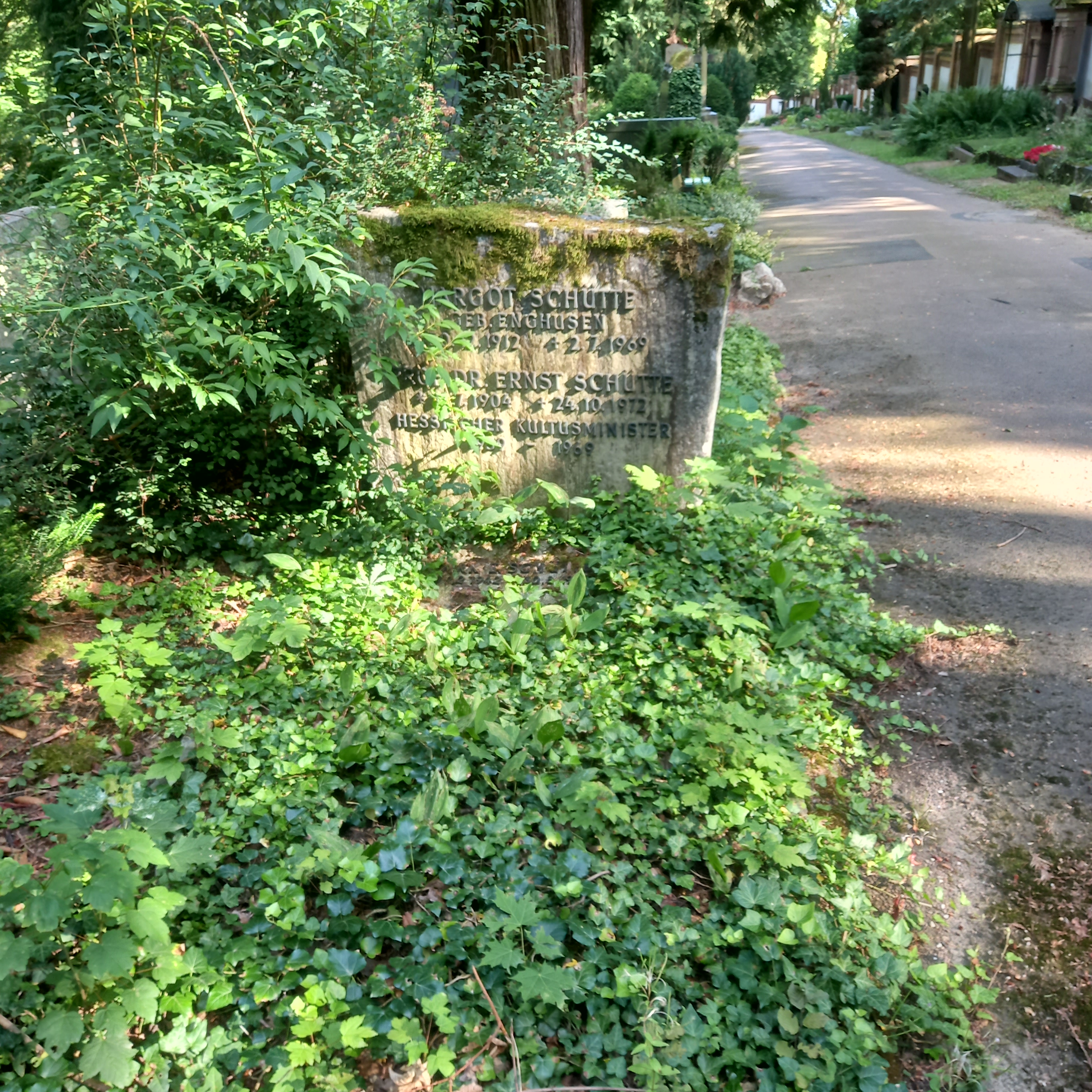
Das Grab von Ernst Schütte und seiner Ehefrau Margot geborene Enghusen auf dem Nordfriedhof in Wiesbaden

## Ehrungen
- 1969: Großes Verdienstkreuz mit Stern und Schulterband der Bundesrepublik Deutschland
- 1971: Wilhelm-Leuschner-Medaille

## Veröffentlichungen
- Freiherr Marschall von Bieberstein, ein Beitrag zur Charakterisierung seiner Politik, Berlin 1936 [= Dissertation Leipzig 1936]
- Weltgeschichte unserer Zeit, Essen 1955